# The First 30 Years
The First 30 Years è il quinto EP del gruppo musicale statunitense Metallica, pubblicato il 14 maggio 2012.

## Descrizione
Si tratta di un vinile stampato in tiratura limitata in occasione del concerto del 30º anniversario dei Metallica e contiene due brani tratti da tale evento. Per l'occasione, durante l'esecuzione del brano So What è apparso il frontman Animal degli Anti-Nowhere League, autore della versione originale.

## Tracce
Lato A
1. So What (Live) (with Animal from the Anti-Nowhere League) – 4:38 (Chris Exall, Nick Culmer)

Lato B
1. Through the Never (Live) – 3:48 (James Hetfield, Lars Ulrich, Kirk Hammett)

## Formazione
Gruppo
- James Hetfield – chitarra, voce
- Lars Ulrich – batteria
- Kirk Hammett – chitarra
- Robert Trujillo – basso

Altri musicisti
- Animal – voce (traccia 1)

Produzione
- Mike Gillies – registrazione, missaggio
- Chris Bellman – mastering